# ملك النمر
ملك النمر: قتل، الفوضى والجنون (على الشاشة ببساطة باسم ملك النمر) (بالإنجليزية: Tiger King: Murder, Mayhem and Madnes) هو مسلسل وثائقي أمريكي قصير عن الجريمة الحقيقية لعام 2020 حول حياة حارس حديقة الحيوان جو إكزوتيك. تم إصداره على نتفليكس في 20 مارس 2020. تركز السلسلة على المجتمع الصغير ولكن المترابط بشدة من حماة القطط الكبيرة مثل كارول باسكن، مالك بيغ كات ريسكيو، والجامعين مثل جو إكزوتيك، الذين تتهمهم باسكن بالإساءة واستغلال الحيوانات البرية. تم إصدار عرض خاص استضافه جويل مكهيل في 12 أبريل 2020، مع مقابلة مكهيل للعديد من النجوم حول إكزوتيك والمسلسل نفسه.
تلقى المسلسل إشادة من النقاد، ووفقًا لتصنيفات نيلسن، شوهد من قبل 34.3 مليون شخص خلال الأيام العشرة الأولى من إصداره، حيث صنف كواحد من أنجح إصدارات نتفلكس حتى الآن.

## ملخص
يستكشف المسلسل المجتمع غير المعروف والمترابط بعمق بين حماة القطط الكبيرة وجامعيها في أمريكا، وحدائق الحيوان والملاجئ الخاصة التي أنشؤوها لهذه الحيوانات المميتة وغير العادية. الموضوع الأساسي هو جو إكزوتيك، المالك الغريب لحديقة الحيوان GW في وينيوود، أوكلاهوما، وخلافه المرير مع كارول باسكن، الرئيسة التنفيذية لشركة بيغ كات رسكيو في تامبا، فلوريدا. تقدم باسكن نفسها كناشطة في مجال حقوق الحيوان تتمثل مهمتها في توفير ملجأ للقطط الكبيرة التي ربيت في الأسر، لكن جو إكزوتيك يصر على أنها مجرد حارسة حديقة حيوانات منافسة تهدف إلى القضاء على منافستيها. تبادل الاثنان الفيديوهات التهديدية، والادعاءات القانونية، والاحتجاجات، وحملات المضايقة المستهدفة، التي شاركت فيها بيتا والمؤسسة الأمريكية للأسماك والجيوانات البرية في الولايات المتحدة. جو إكزوتيك ذهب إلى حد الزعم أن باسكن قتلت زوجها الثاني دون لويس، الذي كان في عداد المفقودين منذ عام 1997.
أصبحت حياة جو إكزوتيك الشخصية موضوع اهتمام، لا سيما زواجه غير الرسمي من ثلاثة أشخاص من نفس الجنس من ترافيس مالدونادو وجون فينلي وعلاقاته اللاحقة معهم وزوج المستقبل ديلون باساج. تم توثيق ترشحه لعام 2016 لرئيس الولايات المتحدة وعام 2018 لحاكم أوكلاهوما بمساعدة مدير حملته جوشوا ديال. يروي المنتج ريك كيركهام صعود وسقوط «جو إكزوتيك تي في»، وهو نوع من البودكاست الذي كان كيركام يأمل في تطويره إلى مسلسل تلفزيوني إلى أن دمرت لقطاته بشكل غامض. ثم سجل المسلسل الأحداث التي أدت إلى إدانة جو إكزوتيك بموجب القوانين الفديرالية بالقتل مقابل أجر يتعلق الأمر بأنه دفع لقاتل مأجور لاغتيال باسكن. تشمل إدانته أيضًا انتهاكات لقانون لاسي وقانون الأنواع المهددة بالانقراض، وينجم عنه حكم بالسجن الفدرالي لمدة 22 عامًا.
قُدِمت شخصيات أخرى من مجتمع الحيوانات الغريبة، بما في ذلك باغافان أنتل، وهو مربي حيوانات متهم بقيادة طائفة شخصية؛ ماريو تابراو، وهو تاجر مخدرات سابق ضالع في الاتجار بالحيوانات؛ جيف لوي، مستهتر من لاس فيغاس الذي سلمه جو إكزوتيك لحديقة الحيوان الخاصة به لأسباب قانونية؛ وجيمس غاريتسون، الذي أصبح مخبرًا سريًا للحكومة الفيدرالية وشخصية رئيسية في تقديم القضية ضد جو إكزوتيك. اختتم الموظفون السابقون في حديقة الحيوان GW، مثل المدير جون رينك وراعي البقر صاف صافري، المسلسل بالتعليق على أنهم نسوا الحيوانات نفسها في خضم جميع المعارك بين الأشخاص، وأنه لم ينتصر أي حزب حقًا.

## الاستقبال

### الاستجابة النقدية
عند مراجعة مجمع روتتن توميتوز، حصل المسلسل على تصنيف موافقة 89 ٪ بناءً على 75 تقييم، بمتوسط تقييم 7.88/ 10. يقول إجماع النقاد بالموقع: «قصة جريمة حقيقية غريبة عليك أن تراها لتصدق، ملك النمر هي صورة فوضوية وجذابة من الهوس.»  على موقع ميتاكريتيك، الذي يعين متوسط درجة مرجح للمراجعات من المنشورات السائدة، حصل المسلسل على متوسط درجة 75 من أصل 100، استنادًا إلى 13 ناقدا، مما يشير إلى «مراجعات مواتية بشكل عام».
وصفت كارولين فرامكي، من مجلة فاريتي، المسلسل بأنه «فوضوي ولكنه مقنع» وذلك بالنسبة «لأولئك الذين يحبون نكهة نتفليكس الخاصة للجرائم الحقيقية والمسلسلات الوثائقية، [. . . ] سوف يقوم ملك النمر بخدش حكة معينة بلا شك.»  قال جوشوا ريفيرا من The Verge أن «كل دقيقة من ملك النمر تؤدي إلى مفاجأة جديدة أو منعطف لا يصدق أو شخص غريب جذاب مع قصص لا تصدق.» 

### نسبة مشاهدة الجمهور
وفقًا لـ نيلسن، شوهد المسلسل من قبل 34.3 مليون شخص خلال الأيام العشرة الأولى من إصداره، حيث صنف كواحد من أنجح إصدارات نتفلكس حتى الآن. وقد قيل أن نجاح المشاهدة ساعده جائحة COVID-19 (فيروس التاجي) ، الذي تسبب في تقييد العديد من المشاهدين العالميين في منازلهم في وقت إصداره تقريبًا. كان المسلسل بعيد المدى حتى أنه شق طريقه إلى المكتب البيضاوي. في مؤتمر صحفي في أبريل بشأن الفيروس التاجي، سئل الرئيس الأمريكي دونالد ترامب حول إمكانية العفو عن الموضوع الرئيسي للمسلسل، جو إكزوتيك.

## استجابة المعنيين

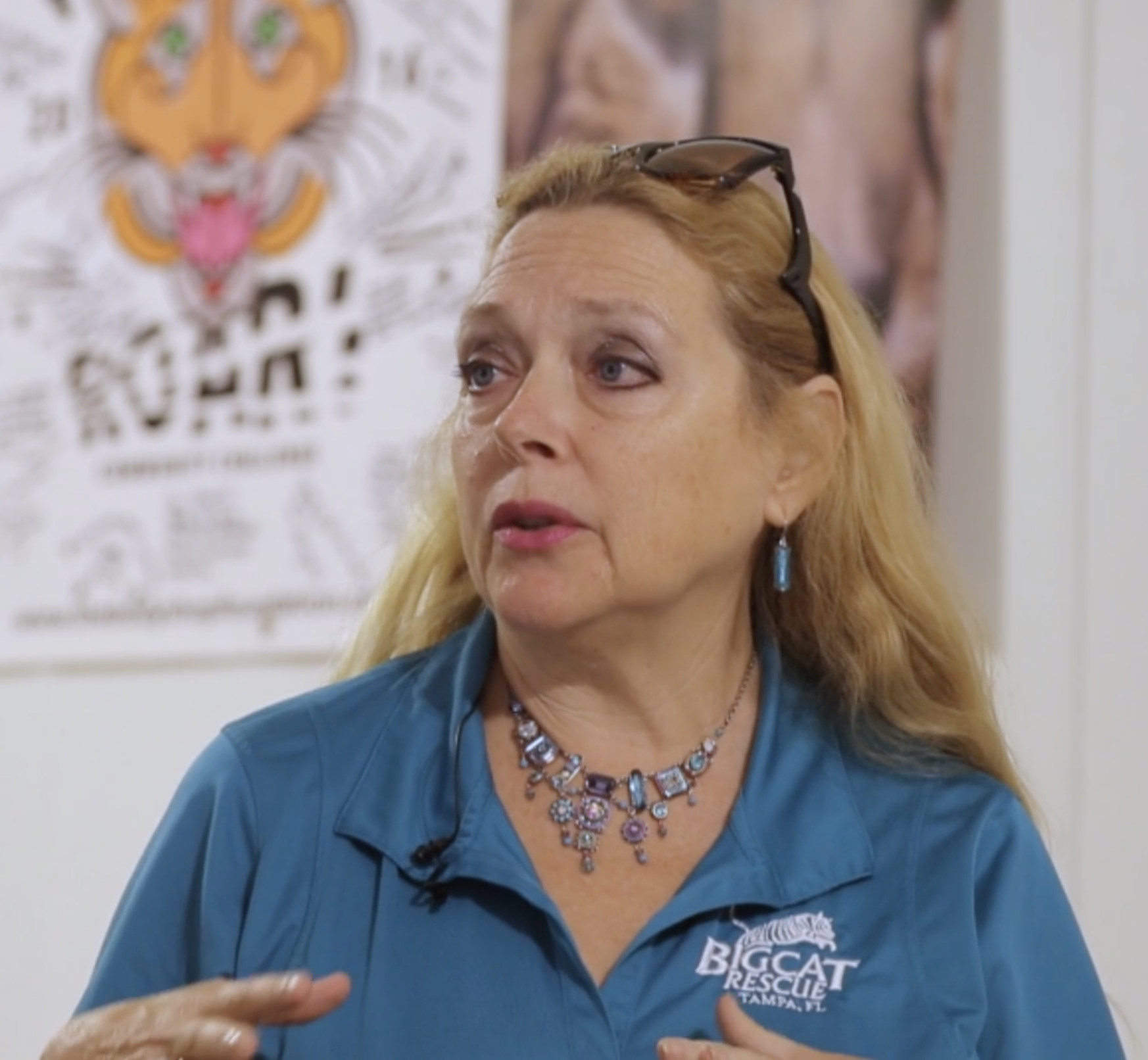
كارول باسكن

### المشاهير
نتيجة للعرض، سئل العديد من الرياضيين الذين كانوا يمتلكون حيوانات أليفة غريبة عن أفعالهم. قال الملاكم المتقاعد مايك تايسون أنه كان «أحمقا» و «مخطأ» بأن أبقي نمرين في منزله في التسعيينات. وقال لاعب كرة السلة المحترف المتقاعد شاكيل أونيل، الذي ظهر في العرض قائلًا إنه اشترى نمرين من جو إكزوتيك، في مقابلة بعد إطلاق البرنامج أنه «لم يكن لديه أي تعاملات تجارية معه».

### كارول باسكن
شعرت كارول باسكن وزوجها بالخيانة من قبل صانعي الأفلام، قائلة أنهم أخبروها أن مناقشة جو إكزوتيك وزوج باسكن المفقود كانت فقط من أجل السياق. في منشور على موقع بيغ كات ريسكيو على الويب، قالت باسكن أن العرض «يحتوي على جزء [في الحلقة الثالثة] مخصص للاقتراح، يحتوي على أكاذيب وتلميحات من أشخاص غير موثوقين، أنه كان لي دور في اختفاء زوجي دون منذ 21 سنة» وأن المسلسل«يقدم ذلك دون أي اعتبار للحقيقة». لم تتّهم باسكين أبدًا بأي شيء متعلق باختفاء دون، وقد نفت دائمًا أي شيء له علاقة به. في رد جزئي على باسكن، صرح المخرج جود بينما شعر أن باسكن لديها النية الصحيحة، تساءل عما إذا كان «من الإنصاف إبقاء هذه النمور في أقفاص»، مضيفًا أن النمور «تسرعت عصبيًا» وأنه «في بعض الأحيان تتساءل عما إذا كان يجب على المرء قتل هذه القطط رحمة بإنسانية بدل [تركهم] يعانون في أقفاص». أجابت باسكن بشكل استباقي أن «... هدفنا هو إنهاء وجودهم في أقفاص وليس هناك حاجة إلى ملجأ مثل ملاجئنا. مشروع قانوننا الفيدرالي، قانون السلامة العامة للقطط الكبيرة، من شأنه إيقاف مداعبة الأشبال التي تقود عملية الاستيلاد وإنهاء امتلاكها كحيوانات أليفة في الأفنية الخلفية.»
جادلت كاثلين والش من ذي إندبندنت بأن معاملة العرض ورد فعل الجمهور تجاه باسكن كانت كارهة للنساء: «يقدم المسلسل مثالاً تلو مثال لعنف جو إكزوتيك وقسوته ونرجسيته، في حين أن الأدلة ضد باسكن -مقنعة بما يكفي لأنها ملفقة في المسلسل- ظرفية. ربما قامت باسكن بقتل زوجها - وتكرس الحلقة الثالثة من المسلسل للأدلة التي تشير إلى هذا الاستنتاج - ولكن حتى الآن لا يوجد أكثر من مجرد تكهنات تقول أنها فعلت. وفي الوقت نفسه، يعرض المسلسل مقاطع من سلسلة جو إكزوتيك اليوتيوبية السابقة والتي يقف فيها إلى جانب دمية منفوخة، دمية على هيئة باسكن، ويدفع دسارًا في فمها ويطلق عليها النار في رأسها.»  أشارت مجلة إل إلى أن باسكن صورت على أن ما تقوم به نفاق لإبقاءها النمور في الأسر بدلاً من إطلاق سراحها دون توضيح أن القيام بذلك لم يكن خيارًا - كونها ولدت في الأسر، بالإضافة إلى كونها مستأنسة، يعني أنهم غير مناسبين لأي من البقاء على قيد الحياة في البرية أو إعادة بناء قطعان محلية. وأشارت إل أيضًا إلى أن باسكن كانت المصدر الوحيد في المسلسل الموضح لأن الاحتفاظ بالحيوانات البرية إساءة.
«يجلب جودي إلى ملك النمر الصرامة الفكرية والمسؤولية الاجتماعية لـ... مطور ملهى ليلي وفنادق». كتب بيتر فريك-رايت، الذي أنتج كات بيبل، مسلسل بودكاست يغطي صناعة القطط الكبيرة الأمريكية، في مجلة خارج. وجد المسلسل غير عادل بشكل خاص لباسكن، مشيرًا إلى أنه في التركيز على اختفاء زوجها لدرجة أنها فشلت في تمييزها عن جو إكزوتيك وأنتل، بالكاد ذكر أن بيغ كات ريسكيو لا تقبل سوى النمور المصادرة من قبل إنفاذ القانون أو من المالكين الذين لم يعد بإمكانهم التعامل معها، المالكين الذين اضطروا لتوقيع عقد بغرامات مالية شديدة إذا امتلكوا قطة كبيرة أخرى أو حتى تم تصويرهم مع واحدة، شرط لم يرد ذكره في المسلسل. كما تمنع باسكن المتطوعين أو الموظفين من لمس الحيوانات. كتب فريك رايت أنهم طردوا للقيام بذلك. كما قلل المسلسل من جهود باسكن في الضغط على الكونجرس من أجل تشريع أكثر صرامة بشأن الاتجار بالحيوانات.

## مسلسل لاحق
هناك مسلسل محدودة قيد التطوير برئاسة إنتاج المحتوى العالمي. وسوف يستند على الموسم الثاني من بودكاست على جثتي لوندري، مع كيت ماكينون كمنتج منفذ وتصوير كارول باسكن. لم يعلن عن طواقم أخرى أو شبكة أو منصة بث مرفقة حتى الآن.
في 6 أبريل 2020، تم الإعلان عن عرض مسلسل بعنوان التحقيق في العالم الغريب لجو إكزوتيك على إنفستيغايشن ديسكفري.
في 8 أبريل 2020، أفادت ددلاين هوليوود أن رايان ميرفي يجري محادثات لإنتاج فيلم أو مسلسل محدود لـ نتفليكس مع روب لوو بطولة جو إكزوتيك.
في 13 أبريل 2020، عرضت فوكس وتي إم زي لأول مرة عرضا خاصا متابعا مدته ساعة واحدة بعنوان تحقيقات تي إم زي: ملك النمر - ما الذي حدث بالفعل؟.

## روابط خارجية
- ملك النمر على موقع IMDb (الإنجليزية)
- ملك النمر على موقع ميتاكريتيك (الإنجليزية)
- ملك النمر على موقع روتن توميتوز (الإنجليزية)
- ملك النمر على موقع نتفليكس (الإنجليزية)
- ملك النمر على موقع كينوبويسك (الروسية)
- ملك النمر على موقع ألو سيني (الفرنسية)
- ملك النمر على موقع قاعدة بيانات الفيلم (الإنجليزية)